# 上月町
上月町（日语：／ Kōzuki chō */?）是過去位於日本兵庫縣西南部的一個行政區劃；已於2005年10月1日，與佐用町、上月町、南光町、三日月町合併為新設立的佐用町。

## 歷史
14世紀起，赤松氏的分支別所氏曾此建築了上月城；16世紀末，織田信長發動的中國征伐期間，在此發生了上月城之戰。
1889年日本實施町村制之初，上月町的轄區範圍在當時分屬：幕山村、西庄村、久崎村3個村。1955年幕山村和西庄村合併為第一代的上月町，1958年，再與已改制為町的久崎町合併為第二代的上月町；2005年，上月町再與周邊的佐用町、三日月町、南光町合併為新設立的佐用町。

### 變遷表
| 1889年4月1日 | 1889年-1926年 | 1926年-1944年         | 1944年-1954年         | 1954年-1989年          | 1954年-1989年          | 1989年-現在          | 現在                 |
| ------------ | ------------- | --------------------- | --------------------- | ---------------------- | ---------------------- | -------------------- | -------------------- |
| 石井村       | 石井村        | 石井村                | 石井村                | 1955年3月1日 佐用町    | 1955年3月1日 佐用町    | 2005年10月1日 佐用町 | 2005年10月1日 佐用町 |
| 佐用村       | 佐用村        | 1928年10月1日 佐用町  | 1928年10月1日 佐用町  | 1955年3月1日 佐用町    | 1955年3月1日 佐用町    | 2005年10月1日 佐用町 | 2005年10月1日 佐用町 |
| 長谷村       |               |                       |                       | 1955年3月1日 佐用町    | 1955年3月1日 佐用町    | 2005年10月1日 佐用町 | 2005年10月1日 佐用町 |
| 平福村       | 平福村        | 1928年10月1日 平福町  | 1928年10月1日 平福町  | 1955年3月1日 佐用町    | 1955年3月1日 佐用町    | 2005年10月1日 佐用町 | 2005年10月1日 佐用町 |
| 江川村       |               |                       |                       | 1955年3月1日 佐用町    | 1955年3月1日 佐用町    | 2005年10月1日 佐用町 | 2005年10月1日 佐用町 |
| 幕山村       | 幕山村        | 幕山村                | 幕山村                | 1955年3月25日 上月町   | 1958年6月15日 上月町   | 2005年10月1日 佐用町 | 2005年10月1日 佐用町 |
| 西村         |               |                       |                       | 1955年3月25日 上月町   | 1958年6月15日 上月町   | 2005年10月1日 佐用町 | 2005年10月1日 佐用町 |
| 久崎村       | 久崎村        | 1940年3月1日 久崎町   | 1940年3月1日 久崎町   | 1940年3月1日 久崎町    | 1958年6月15日 上月町   | 2005年10月1日 佐用町 | 2005年10月1日 佐用町 |
| 大廣村       | 大廣村        | 大廣村                | 大廣村                | 1955年3月31日 三日月町 | 1955年3月31日 三日月町 | 2005年10月1日 佐用町 | 2005年10月1日 佐用町 |
| 三日月村     | 三日月村      | 1934年4月1日 三日月町 | 1934年4月1日 三日月町 | 1955年3月31日 三日月町 | 1955年3月31日 三日月町 | 2005年10月1日 佐用町 | 2005年10月1日 佐用町 |
| 中安村       | 中安村        | 中安村                | 中安村                | 1955年7月20日 南光町   | 1955年7月20日 南光町   | 2005年10月1日 佐用町 | 2005年10月1日 佐用町 |
| 德久村       |               |                       |                       | 1955年7月20日 南光町   | 1955年7月20日 南光町   | 2005年10月1日 佐用町 | 2005年10月1日 佐用町 |
| 三河村       |               |                       |                       | 1955年7月20日 南光町   | 1955年7月20日 南光町   | 2005年10月1日 佐用町 | 2005年10月1日 佐用町 |

## 交通

### 鐵路
- 西日本旅客鐵道（JR西日本）
  - 姬新線：（←佐用町） - 上月車站 - （美作市→）
- 智頭急行
  - 智頭線：（上郡町） - 久崎車站 - （佐用町→）

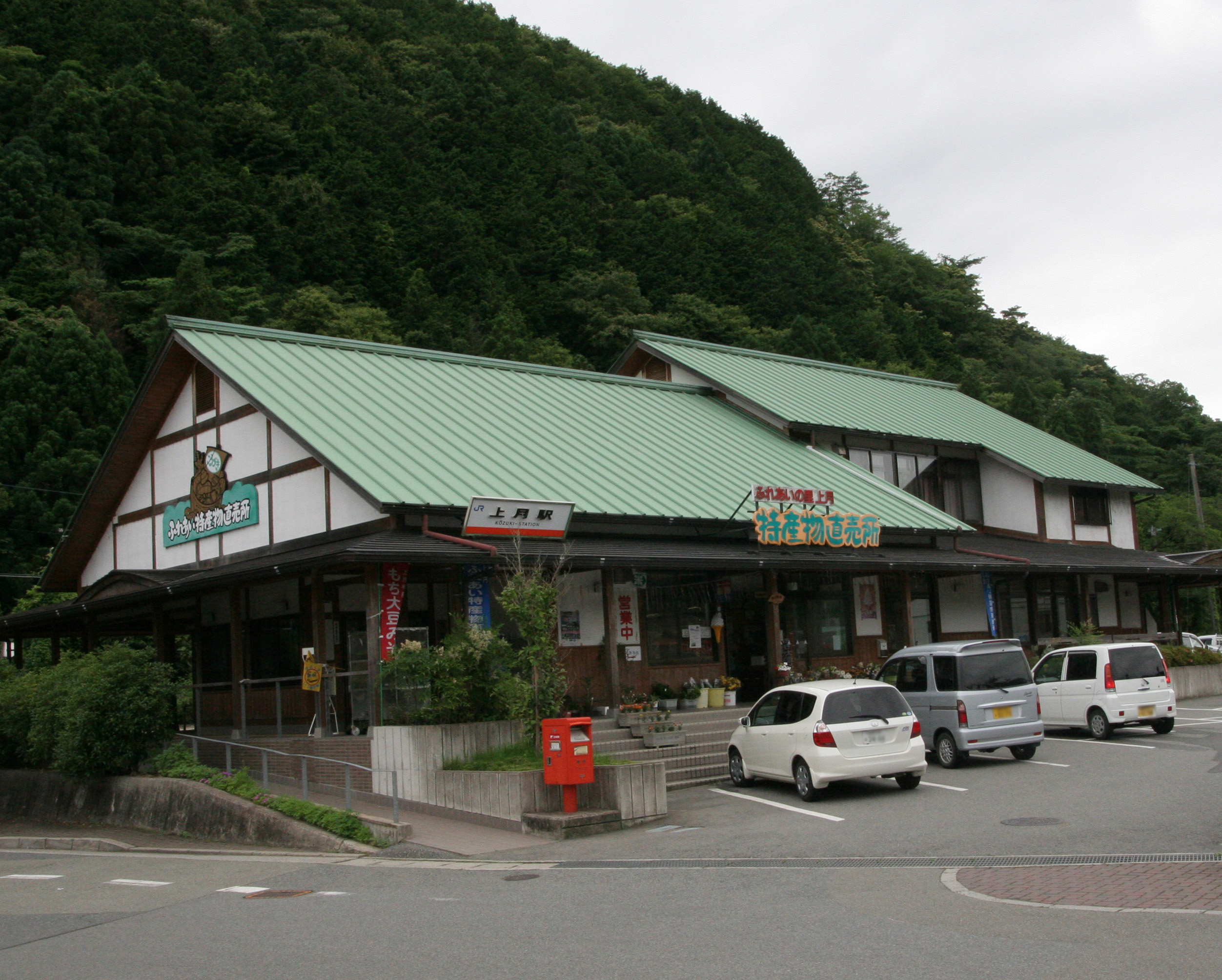
上月車站
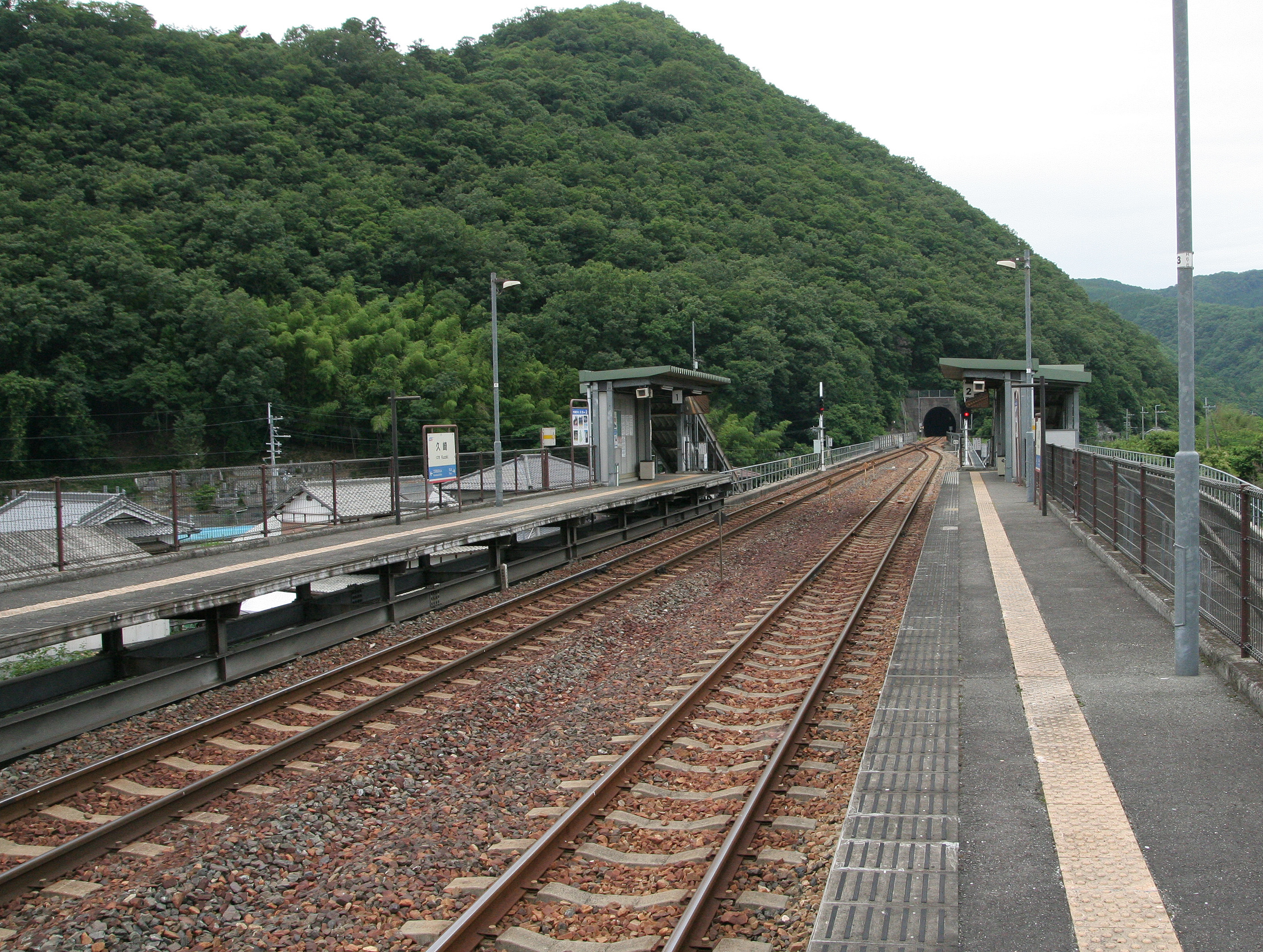
久崎車站

## 觀光資源

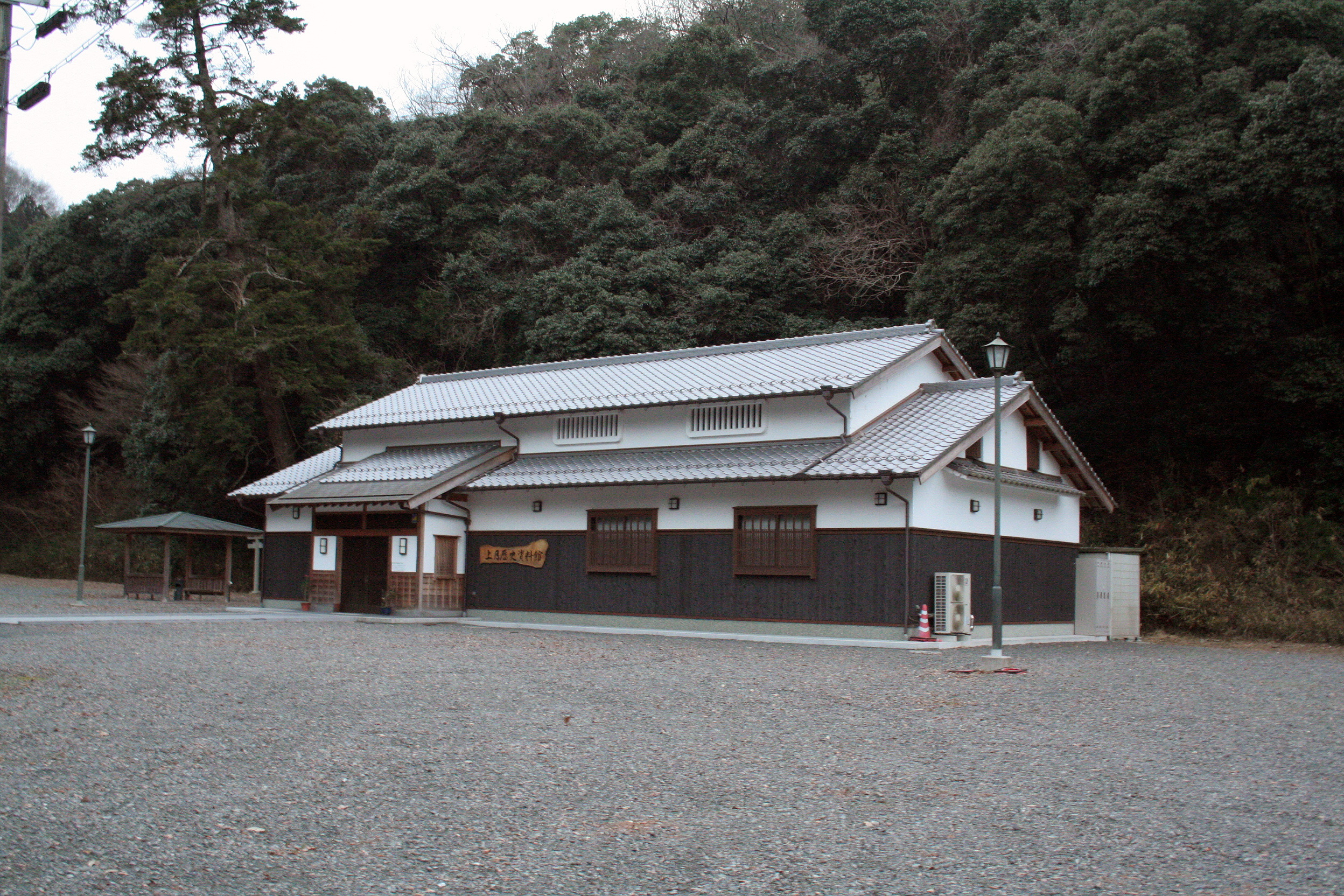
位於太平山山麓的上月歴史資料館

- 上月城遺跡